# 国鉄EF50形電気機関車

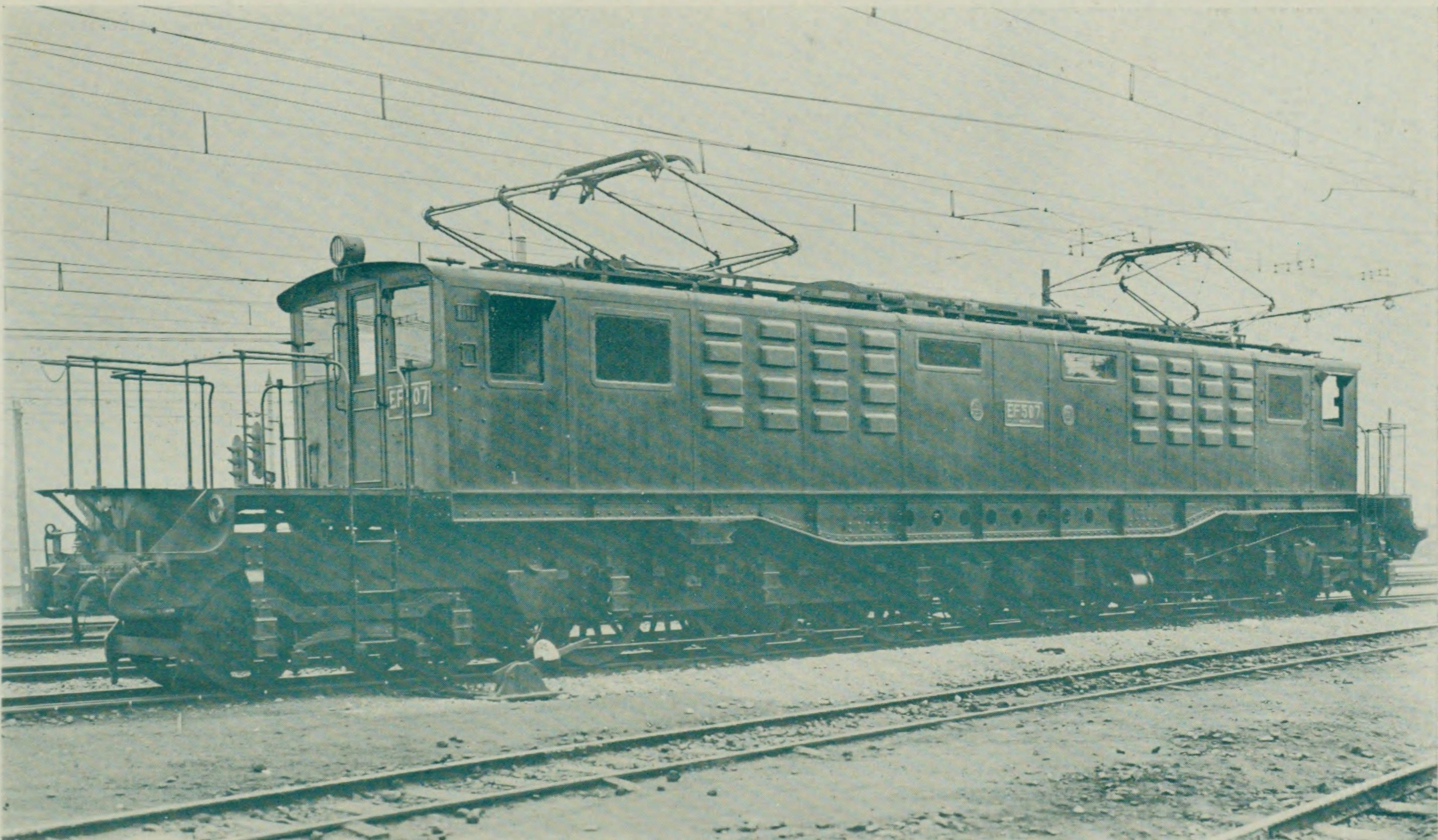
国鉄EF50形電気機関車

EF50形は、日本国有鉄道（国鉄）の前身となる鉄道省が輸入した直流用電気機関車で、日本初のF形（動軸を6軸有する）電気機関車である。

## 概要
1925年（大正14年）12月の東海道本線東京 - 国府津間電化開業用にイギリスのイングリッシュ・エレクトリック社（English Electric & Co., Ltd./英国電気。電気部分）とノース・ブリティッシュ・ロコモティブ社（North British Locomotive Co.　機械部分）の合作により1924年（大正13年）に8両が製造された。ED50形、ED51形等と同じ「デッカー」の一党である。
製造時は8000形（8000 - 8007）と称したが、1928年（昭和3年）10月の車両形式称号規程改正によりEF50形（EF50 1 - 8）と形式番号が改められた。
当時、日本の鉄道省では幹線の電化推進に伴い欧米各国の電気機関車を試験的に2両-数両程度ずつ輸入していたが、本形式はその中でも突出した大型機で、両数も8両と多かった。本形式を含めたイギリス製電気機関車は、イギリス本国でも開発途上の未熟な製品で、輸入機関車の中でも信頼性が低かったが、当時の日本の海軍力増強を危惧した英米の主導で1921年（大正10年）から翌年にかけ各国海軍の艦船保有量を制限する軍縮会議が開かれ、会議の交渉で英国側の譲歩を引き出すために外務官僚の主導で英国から本形式を含む電気機関車を大量に輸入する事になったという（ワシントン会議におけるワシントン海軍軍縮条約）。
つまりデッカー系機関車の大量購入は、鉄道省自身の意図したものではなく、政治的な圧力による導入であった。

## 構造

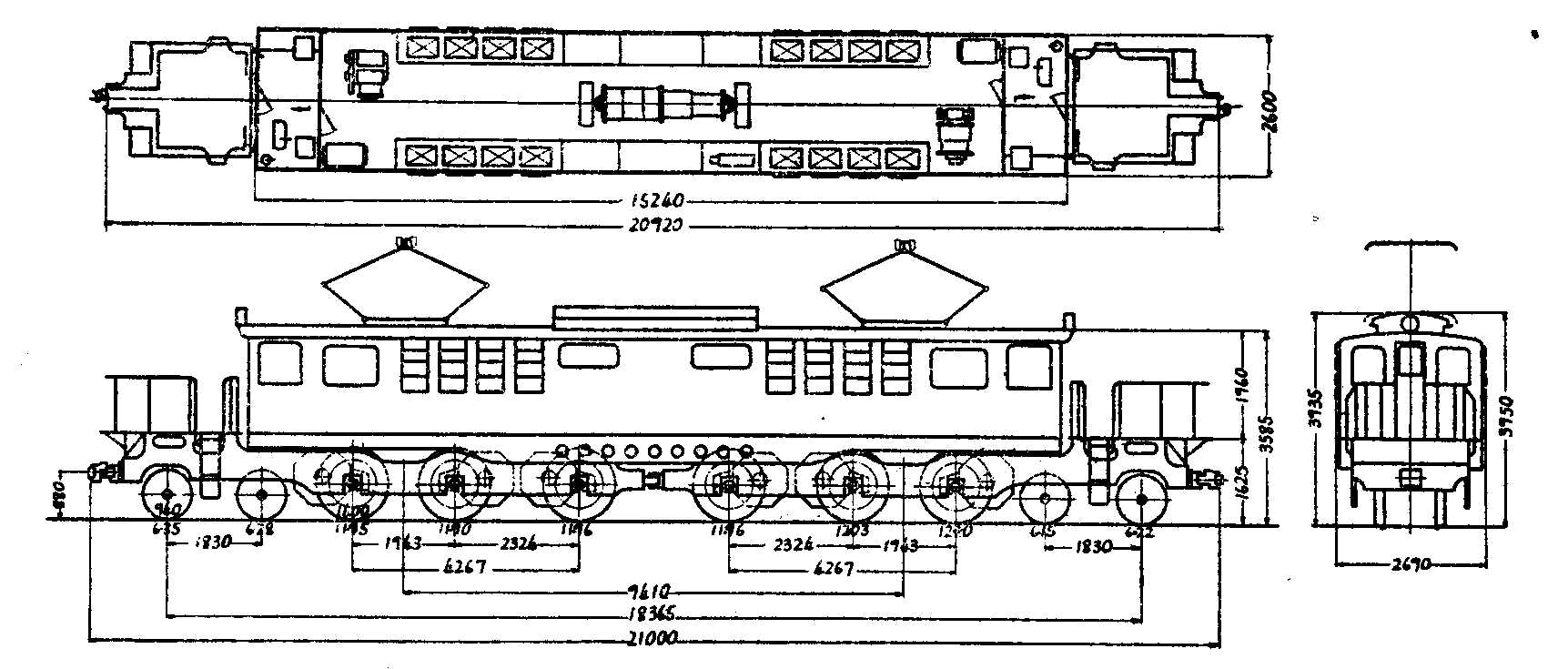
形式図

2軸の先輪を有する旅客列車用の電気機関車で、箱形の車体の前後にデッキがある。また、車体下部には車体中央部で幅を広くした魚腹型の側梁が露出しており、これに空けられた9個の丸穴とともに本形式の外観上の特徴となっている。車体側面には、すぐ内側に配置された主抵抗器を冷却するための、デッカー機に共通した鎧状の通風口が並ぶ。
2軸の先台車は外側軸受け式である。台枠は板台枠である為、棒台枠に比べ開口部が少なく、修繕には苦労した。以後に日本国内で製造された電気機関車は棒台枠が過半を占める。パンタグラフは車体の前後に2基が設置されており、初期は英国製の大型パンタグラフであったが、のち国産の標準型に換装されている。
制御装置はデッカー系機関車に共通するカム軸式で、大容量の電源に最適な制御装置とは言い難く、特にその初期にはしばしば故障の原因となった。電気的には、6個モーターであるにもかかわらず、一般に6個主電動機を制御する場合の直並列段がなく、直列段からすぐに並列段に切り替わる構造となっている。回路を簡単にするためとも見られるが、制御装置が電動カム軸式であることから、直列・直並・並列に対応した多段仕様とするとカム軸が長大化して複雑化を招くため、これを回避した結果ではないかとも考えられている。
運転サイドからは、制御（ノッチ）段数が少ないため進段時の衝撃が大きく、勾配での加速時に運転しにくかったという評価がある。戦前、甲府まで電化された中央本線で試験運転された際はその弱点が露呈し、戦後に中央本線の輸送力増強が図られた際には本形式が忌避されて、よりフレキシブルな手動加速単位スイッチ制御で低速寄りギア比のEF52形が中央本線へと投入された。
生産国の英国ですら未だ電化は進んでおらず、電気機関車製造の経験が浅かった時期の製品で、制御装置関連を中心とした故障は多かった。例えば制御電源確保用の電動発電機は、同軸で抵抗器冷却用ブロワー駆動の動力をも兼ねていたため、定格回転数が高く振動も多いためトラブルを起こしがちで、安定した電源・電圧確保の妨げとなった（後年、鉄道省制式機器への置き換えの際、電動発電機と抵抗器用送風機は相互に干渉しないよう別体の装置に換装されている）。かように修理、改修に手間取ったが、技術力向上への反面教師となったとも言える。
輸入当時は英国調の緑色に塗られていたという説があり、同時期の絵本にも緑色に塗られている同機が描かれているものがあるが、確証は取れていない。

## 運用
運転を開始して以来、一貫して東京機関区の配属で東海道本線で旅客列車を牽引した。同じ英国電気製のED50形などと同様、導入から1 - 2年は故障が多く信頼性が低かったことから蒸気機関車を後部に補機として連結して運転（電蒸運転）された。
大型高速機である程度出力が大きいため、戦前には優等列車牽引にも用いられた。カム軸制御などの根本こそ変化はなかったが、デッカー系電気機関車特有のトラブル解消のため、補機類の多くは鉄道省制式品に年々交換されていった。
1952年（昭和27年）4月の高崎線電化に際してEF53形などとともに高崎第二機関区に5両が転じて列車牽引を行った。当時の本形式は大型多軸機関車で軽軸重、かつ操作のフレキシビリティに乏しいカム軸制御など勾配路線には不適な旧型機で、東海道線系統を外れると、勾配が少なく短編成・高速仕業の多い高崎線以外に転用先に乏しかったのが実情であった。
本形式の最後の本線仕業となったのは、1956年（昭和31年）11月18日の上り急行「十和田」で、鉄道友の会会長の鷹司平通から花輪を贈られて最後の花道を飾った。牽引を担当したのは7号機であった。
廃車は1954年（昭和29年）から始まり、1958年（昭和33年）までに全車が廃車となった。その後全車解体処分され、現存車はない。
| 年度     | 1931年 | 1933年 | 1935年 | 1937年 | 1939年 | 1941年 | 1943年 | 1947年 | 1949年 | 1951年 | 1953年 | 1955年 | 1957年 |
| -------- | ------ | ------ | ------ | ------ | ------ | ------ | ------ | ------ | ------ | ------ | ------ | ------ | ------ |
| 国府津   | 8      | 8      | 1      |        |        |        |        |        |        |        |        |        |        |
| 東京     |        |        | 7      | 8      | 8      | 8      | 8      | 8      | 8      | 8      | 3      | 6      | 6      |
| 高崎第二 |        |        |        |        |        |        |        |        |        |        | 5      |        |        |

- 「国鉄動力車配置表』1931年より1957年までの1945年を除く隔年分から『世界の鉄道』1969年、朝日新聞社

## 主要諸元
- 全長：21000mm
- 全幅：2690mm
- 全高：3935mm
- 運転整備重量：97.00t
- 動輪上重量：72.00t
- 電気方式：直流1500V （架空電車線方式）
- 軸配置：2C+C2
- 先台車形式：LT251
- 主電動機：MT6形×6基
- 歯車比（動輪）：27:69＝1:2.56
- 1時間定格出力：1230kW
- 1時間定格引張力：7000kg
- 1時間定格速度：65km/h
- 最高運転速度：95km/h
- 動力伝達方式：歯車1段減速、吊り掛け式
- 制御方式：非重連、抵抗制御・2段組合せ・弱め界磁
- 制御装置：電動カム軸接触器式
- ブレーキ方式：EL14A空気ブレーキ、手ブレーキ